# Lac Cosnier
Pour les articles homonymes, voir Cosnier.
Le lac Cosnier est un plan d'eau douce traversé par la rivière Tournemine, coulant dans Eeyou Istchee Baie-James (municipalité), dans la région administrative du Nord-du-Québec, dans la province de Québec, au Canada.
La forêt ancienne de l'Esker-du-Lac-Cosnier est un écosystème forestier exceptionnel dans la zone du lac Cosnier.
La partie inférieure de la vallée de la [rivière Tournemine est desservie par quelques routes forestières secondaires qui se connectent une route forestière principale route 167 venant de Chibougamau en passant à l'est du lac Albanel. La route forestière R1048 passant entre lac Tournemine et le lac Cosnier dessert la partie supérieure de la vallée.
La surface du lac Cosnier est habituellement gelée de la fin octobre au début mai, toutefois la circulation sécuritaire sur la glace se fait généralement de la mi-novembre à la fin d'avril.

## Géographie
Les principaux bassins versants voisins du lac Cosnier sont :
- côté nord : lac Albanel, lac Mistassini, ruisseau Richmond ;
- côté est : lac Linne, lac Clérac, lac Budemont, lac Claverie, lac Beauregard, Lac à l'Eau Froide (rivière Témiscamie), rivière Mistassini ;
- côté sud : lac File Axe, rivière à la Perche (lac Mistassini), rivière du Chef, lac Duberger ;
- côté ouest : rivière Témiscamie, rivière Métawishish, baie Cabistachouane, baie Abatagouche, baie du Poste (lac Mistassini), rivière Pipounichouane, lac Mistassini[1].

Le lac Cosnier comporte une superficie de 13,97 km2, une longueur de 16,8 km, une largeur maximale de 1,9 km et une altitude de 497 m.
Le lac Cosnier est situé entièrement en zone forestière. Il comporte les caractéristiques suivantes :
- 52 petites îles ;
- une baie très évasée à son entrée et s'étirant sur 2,2 km vers l'ouest, incluant une baie secondaire s'étirant sur 1,3 km vers le sud-ouest ;
- une presqu'île rattachée à la rive nord-ouest s'étirant sur 1,1 km vers le sud-est, constituant la rive nord-est de la baie précédente ;
- une baie s'étirant sur 3,4 km vers le nord ; elle comporte un crochet s'étirant sur km vers l'ouest contournant ainsi par du nord-est la presqu'île précédente. Cette baie reçoit aussi la décharge (venant du nord-est) d'un ensemble de lacs non identifiés ;
- une baie s'étirant sur 0,7 km vers le sud recueillant la décharge de la rivière Tournemine (rivière Témiscamie) ;
- une baie s'étirant sur 1,4 km vers le sud-ouest formant l'extrémité Sud-Ouest du lac[1].

L'embouchure du lac Cosnier est située à :
- 5,9 km au sud-est de la route forestière R1048 qui dessert la partie supérieure du versant de la rivière Tournemine (rivière Témiscamie) et qui passe entre le lac Tournemine et le lac Cosnier ;
- 18,0 km au sud-est d'une courbe de la route 167 reliant le milieu du lac Albanel à Chibougamau ;
- 23,6 km au sud de l'embouchure de la rivière Tournemine (confluence avec la rivière Témiscamie) ;
- 25,7 km au sud-est de l'embouchure de la rivière Témiscamie (confluence avec le lac Albanel) ;
- 65,7 km à l'est de l'embouchure du lac Mistassini (confluence avec la rivière Rupert) ;
- 9,0 km au nord-ouest de la limite Est de Eeyou Istchee Baie-James ;
- 89,7 km au nord-est du centre du village de Mistissini (municipalité de village cri) ;
- 153,6 km au nord-est du centre-ville de Chibougamau ;
- 424 km à l'est de la confluence de la rivière Rupert et de la baie de Rupert[1].

À partir de son embouchure située au sud-est du lac, le courant coule sur :
- 55,4 km en suivant le cours de la rivière Tournemine (rivière Témiscamie) ;
- 26,6 km en suivant le cours de la rivière Témiscamie, jusqu'à la rive est du lac Albanel ;
- vers le nord-ouest en traversant le lac Albanel, puis traversant la passe entre la péninsule Du Dauphin et la péninsule du Fort-Dorval (côté Sud-Ouest), jusqu'à la rive est du lac Mistassini ;
- 47,6 km en traverse vers l'ouest le lac Mistassini jusqu'à son embouchure. Finalement, le courant emprunte le cours de la rivière Rupert, jusqu'à la baie de Rupert[1].

## Toponymie
Jadis, ce plan d'eau était désigné « Lac Travers ».
Le toponyme "lac Cosnier" a été officialisé le 5 décembre 1968 par la Commission de toponymie du Québec.